# Campeonato Mundial de Ciclismo Urbano de 2017
El I Campeonato Mundial de Ciclismo Urbano se celebró en Chengdu (China) entre el 8 y el 12 de noviembre de 2017, bajo la organización de la Unión Ciclista Internacional (UCI) y la Unión Ciclista de China.
Las competiciones se realizaron en el circuito de ciclismo urbano del Parque Xinhua de la ciudad china. Se compitió en 3 disciplinas, las que otorgaron un total de 8 títulos de campeón mundial:
- Campo a través por eliminación (XCE) – masculino y femenino
- Trials (TRI) – masculino 20″, masculino 26″, femenino 20″/26″ y equipo mixto
- BMX estilo libre – parque (masculino y femenino)

## Calendario
| ● | Preliminares | F | Final |

| Fecha→ Categoría ↓ | Mi 08 | Ju 09 | Vi 10 | Sá 11 | Do 12 |
| ------------------ | ----- | ----- | ----- | ----- | ----- |
| XCE                |       |       |       |       | F     |
| Trials 20″ M       |       |       | ●     | F     |       |
| Trials 26″ M       |       |       | ●     | F     |       |
| Trials 20″/26″ F   |       | ●     |       | F     |       |
| Trials por equipos | F     |       |       |       |       |
| BMX parque         |       |       | ●     | ●     | F     |

## Medallistas

### Masculino
| Evento                                 | Oro                                | Plata                                | Bronce                             |
| -------------------------------------- | ---------------------------------- | ------------------------------------ | ---------------------------------- |
| Campo a través por eliminación (12.11) | Titouan Perrin-Ganier Francia      | Simon Gegenheinmer · Alemania        | Lorenzo Serres Francia             |
| Trials 20″ (11.11)                     | Abel Mustieles · España · 240 pts. | Dominik Oswald · Alemania · 220 pts. | Ion Areitio · España · 210 pts.    |
| Trials 26″ (11.11)                     | Jack Carthy Reino Unido 220        | Nicolas Vallée Francia 220           | Kenny Belaey · Bélgica · 220       |
| BMX estilo libre parque (12.11)        | Logan Martin Australia 93,82       | Alex Coleborn Reino Unido 91,05      | Colton Walker Estados Unidos 89,78 |

### Femenino
| Evento                                 | Oro                                    | Plata                             | Bronce                            |
| -------------------------------------- | -------------------------------------- | --------------------------------- | --------------------------------- |
| Campo a través por eliminación (12.11) | Kathrin Stirnemann · Suiza             | Ella Holmegård · Suecia           | Perrine Clauzel Francia           |
| Trials 20″/26″ (11.11)                 | Nina Reichenbach · Alemania · 230 pts. | Nadine Kåmark · Suecia · 200 pts. | Irene Caminos · España · 190 pts. |
| BMX estilo libre parque (12.11)        | Hannah Roberts Estados Unidos 90,10    | Lara Lessmann · Alemania · 88,35  | Angie Marino Estados Unidos 86,38 |

### Mixto
| Evento                     | Oro                                                                                       | Plata | Bronce                                                                                              |
| -------------------------- | ----------------------------------------------------------------------------------------- | --- | --------------------------------------------------------------------------------------------------- |
| Trials por equipos (08.11) | Francia Vincent Hermance Alex Rudeau Louis Grillon Noah Cardona Manon Basseville 620 pts. | Alemania · Raphael Zehentner · Dominik Oswald · Jonathan Sandritter · Noah Sandritter · Nina Reichenbach · 550 pts. | Suiza · Lucien Leiser · Tom Blaser · Romain Bellanger · Christian Siegrist · Debi Studer · 550 pts. |

## Medallero
| Núm. | País           | Oro | Plata | Bronce | Total |
| ---- | -------------- | --- | ----- | ------ | ----- |
| 1    | Francia        | 2   | 1     | 2      | 5     |
| 2    | Alemania       | 1   | 4     | 0      | 5     |
| 3    | Reino Unido    | 1   | 1     | 0      | 2     |
| 4    | España         | 1   | 0     | 2      | 3     |
| 4    | Estados Unidos | 1   | 0     | 2      | 3     |
| 6    | Suiza          | 1   | 0     | 1      | 2     |
| 7    | Australia      | 1   | 0     | 0      | 1     |
| 8    | Suecia         | 0   | 2     | 0      | 2     |
| 9    | Bélgica        | 0   | 0     | 1      | 1     |
|      | TOTAL          | 8   | 8     | 8      | 24    |